# Håvard Solås Taugbøl
Håvard Solås Taugbøl (20 augustus 1993) is een Noorse langlaufer. 

## Carrière
Bij zijn wereldbekerdebuut, in december 2013 in Davos, scoorde Taugbøl direct wereldbekerpunten. In december 2014 behaalde de Noor in Davos zijn eerste toptienklassering in een wereldbekerwedstrijd. In december 2019 stond hij in Davos voor de eerste maal in zijn carrière op het podium van een wereldbekerwedstrijd. Op de wereldkampioenschappen langlaufen 2021 in Oberstdorf veroverde Taugbøl de bronzen medaille op de sprint.

## Resultaten

### Wereldkampioenschappen
| Jaar | Plaats     | Resultaten               |
| ---- | ---------- | ------------------------ |
| 2021 | Oberstdorf | Sprint (klassieke stijl) |

### Wereldbeker
Eindklasseringen
| Seizoen   | Algm | DI  | SP  | TdS |
| --------- | ---- | --- | --- | --- |
| 2013/2014 | 106e | -   | 53e | -   |
| 2014/2015 | 61e  | -   | 22e | -   |
| 2015/2016 | 56e  | -   | 22e | -   |
| 2016/2017 | 50e  | -   | 19e | -   |
| 2017/2018 | 89e  | -   | 44e | -   |
| 2018/2019 | 65e  | -   | 28e | -   |
| 2019/2020 | 27e  | -   | 8e  | -   |
| 2020/2021 | 48e  | 72e | 15e | -   |